# Родон, Джо
Джозеф Питер Родон (англ. Joseph Peter Rodon), более известный как Джо Родон (англ. Joe Rodon; родился 22 октября 1997, Суонси)) — валлийский футболист, центральный защитник клуба «Лидс Юнайтед» и национальной сборной Уэльса.

## Клубная карьера
В восьмилетнем возрасте начал выступать за клуб «Суонси Сити», а до этого регулярно посещал домашние матчи клуба как владелец сезонного абонемента. В 2015 году подписал свой первый профессиональный контракт. В том же году в составе команды «Суонси Сити» до 19 лет выиграл Молодёжный кубок Уэльса. 30 января 2018 года отправился в аренду в клуб Лиги 2 «Челтнем Таун» до конца сезона 2017/18. В составе «Челтнема» провёл 12 матчей.
11 августа 2018 года дебютировал в основном составе «лебедей» в матче Чемпионшипа против «Престон Норт Энд».
16 октября 2020 года перешёл в клуб Премьер-лиги «Тоттенхэм Хотспур» за 11 млн фунтов стерлингов, подписав с лондонской командой пятилетний контракт.
1 августа 2022 года отправился в сезонную аренду во французский клуб «Ренн» с правом выкупа. 7 августа 2022 года дебютировал за «Ренн» в матче французской Лиги 1 против «Лорьяна». 31 августа отличился первым голом за «Ренн» в матче Лиги 1 в ворота «Бреста».

## Карьера в сборной
С 2016 по 2018 год выступал за сборную Уэльса до 21 года. 6 сентября 2019 года дебютировал за главную сборную Уэльса в матче отборочного турнира чемпионата Европы против сборной Азербайджана.

## Достижения
«Лидс Юнайтед»
- Победитель Чемпионшипа Английской футбольной лиги: 2024/25